# Ronald Kidd
Ronald Hubert Kidd (* 11. Juli 1889 in Blackheath, London; † 13. Mai 1942) war ein britischer Bürgerrechtler.

## Leben und Tätigkeit
Kidd war ein Sohn des Chirurgen Leonard Joseph Kidd (1858–1926) und dessen Frau Alice Maud geb. Peek (1862–1945). Er studierte am University College in London und wurde anschließend freischaffender Journalist. In jungen Jahren setzte er sich für das Frauenwahlrecht ein. Außerdem hielt er Vorträge für die Workers’ Educational Association, einer Organisation, die sich der ehrenamtlichen Bildungsarbeit im Arbeitermilieu widmete.
Nach der Teilnahme am Ersten Weltkrieg arbeitete Kidd als Staatsangestellter und Schauspieler, bevor er sich erneut dem Journalismus zuwandte.
1934 gründete Kidd aus Empörung über den Einsatz von Lockspitzeln durch die Polizei den Council for Civil Liberties, der später in National Council for Civil Liberties (NCCL) umbenannt wurde. Dies war eine Bürgerrechtsorganisation, die die Stellung und die Rechte der Bevölkerung bzw. des einzelnen Individuums gegenüber dem Staat stärken wollte und insbesondere die Einhaltung der Meinungsfreiheit und der Pressefreiheit durch die Staatsorgane überprüfte. Zudem engagierte die Organisation sich für eine rücksichtsvolle Behandlung der in den 1930er Jahren in großer Zahl nach Großbritannien strömenden Emigranten vom europäischen Kontinent und mahnte insbesondere auch während der Kriegsjahre eine menschliche Behandlung der in Großbritannien als Enemy Aliens internierten deutschen und italienischen Staatsbürger.
Aufgrund seiner exponierten Stellung im öffentlichen Leben Großbritanniens geriet Kidd Ende der 1930er Jahre ins Visier der Polizeiorgane des nationalsozialistischen Deutschlands, die ihn als wichtige Zielperson einstuften: Im Frühjahr 1940 setzte das Reichssicherheitshauptamt in Berlin ihn auf die Sonderfahndungsliste G.B., ein Verzeichnis von Personen, die im Falle einer erfolgreichen deutschen Invasion Großbritanniens durch die Sonderkommandos der SS-Einsatzgruppen mit besonderer Priorität ausfindig gemacht und verhaftet werden sollten.
1940 galt die CCL als eine der führenden antifaschistischen Organisationen Großbritanniens und hatte damals eine Größenordnung von 3000 Einzelmitgliedern und 700 angeschlossenen Organisationen erreicht. Als prominente Mitglieder seiner Organisation, in der er selbst den Rang eines Sekretärs einnahm, konnte Kidd Persönlichkeiten wie die Labour-Politiker Clement Attlee und Aneurin Bevan sowie Intellektuelle wie Bertrand Russell, H.G. Wells und Aldous Huxley gewinnen, die als Vizepräsidenten fungierten.

## Schriften
- British Liberty in Danger. An introduction to the Study of Civil Rights. Lawrence and Wishart Ltd, 1940.